# Диво (вилла)
Диво (встречается вариант Дива) — вилла постройки начала XX века в стиле неоготики в Симеизе, сооружённая в 1904—1905 году главным зодчим Нового Симеиза, военным инженером генерал-майором Я. П. Семёновым по заказу своего брата Владимира Петровича Семёнова. Памятник градостроительства и архитектуры регионального значения.

## Дача Семёнова
19 мая 1902 года В. П. Семёнов приобрёл у владельца Нового Симеиза Ивана Сергеевича Мальцова участок площадью 669 (по другим данным — 2302) квадратных саженей для постройки дома — это был первый проданный дачный участок и с этого дня принято считать основание курорта «Новый Симеиз». Автором проекта и строителем выступал Я. П. Семёнов

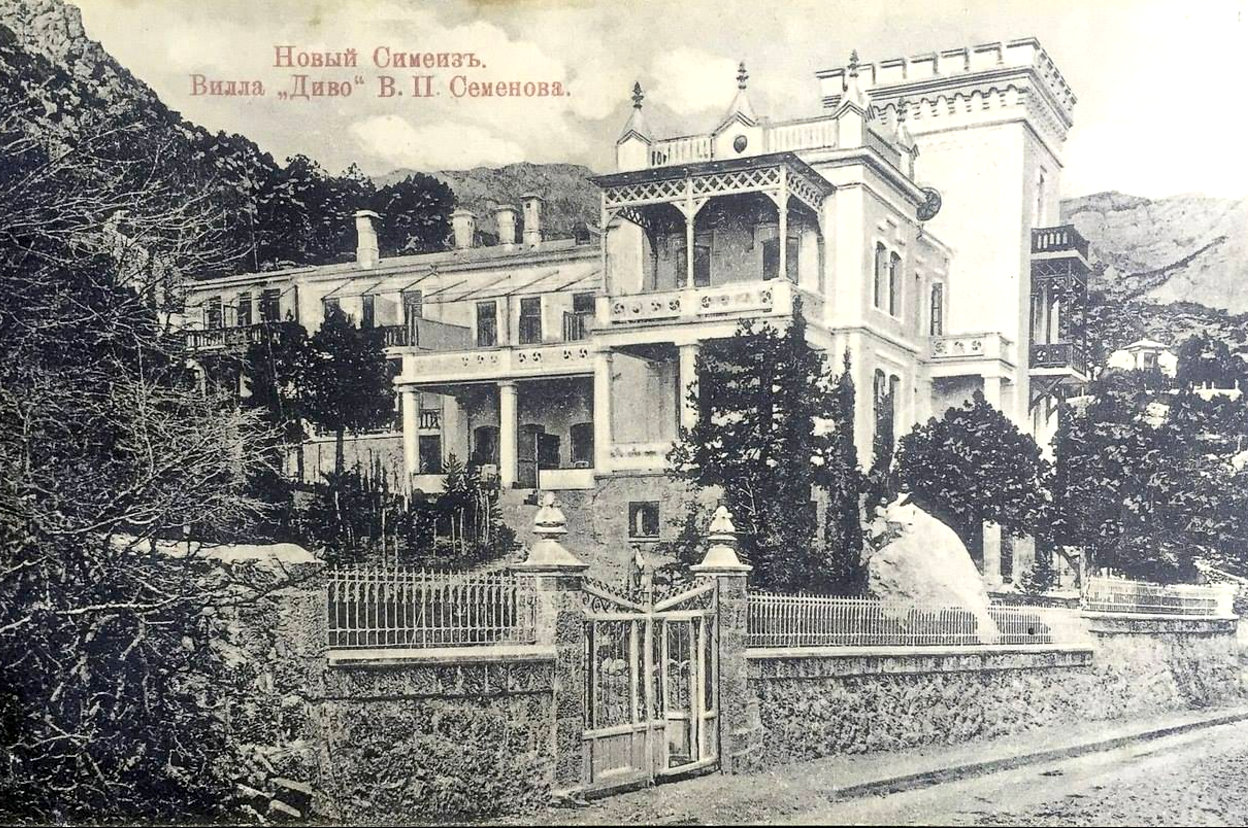
Вилла «Диво», 1910 г.

Здание, стоящее на взгорке, на площадке, укреплённой высокой подпорной стеной с ажурной решёткой, в соответствии модному тогда стилю модерн, построена в духе средневекового европейского замка. В архитектуре его прослеживаются элементы неоготики: прямоугольная основная часть здания, состоящая из двух объёмов: четырёхэтажной башни с зубцами по верху и с парапетом и правого двухэтажного крыла, с декоративными башенками-дымоходами, уравновешивается композицией фасада, обращенного к улице и представляющего собой здание, украшенное деревянными решётками балконов с изображением мальтийских крестов, при этом правое крыло образует небольшой внутренний двор. Горизонтально здание расчленено линиями открытых балконов, окона виллы разной формы: прямоугольные, круглые, стрельчатые. В здании было 19 комнат, предназначавшихся как для личного пользования хозяев, но и для организации пансиона. Со временем владелец начал сдавать всю виллу отдыхающим, а для своей семьи возвел в 1916 году небольшой домик на другом участке.

## После революции
16 ноября 1917 года Семёнов продал дачи Борисоглебским мещанам Алексею, Василию и Дмитрию Болховитиным (сам В. П. Семенов 14 августа 1918 года и 3 января 1920 года приобрёл ещё два участка, а в конце того же года всё бросил и выехал из Симеиза). 16 декабря 1920 года приказом председателя Революционного комитета Крыма были изъяты «из частного владения как разных ведомств, так и частных лиц все имения Южного берега Крыма в районе от Судака до Севастополя включительно» и передавались в ведение специально созданного Управления Южсовхоза. Вилла «Диво» была разделена на маленькие квартиры, в коем состоянии пребывает по настоящее время — обычный жилой дом с отдельными квартирами.